# Cuevas de los Moros
Las Cuevas de los Moros son un conjunto de cuevas y yacimiento arqueológico en Gabasa (municipio de Peralta de Calasanz, Provincia de Huesca, España). Está formada por dos cavidades, actuando una como la entrada a la cámara principal donde se localizaron los hallazgos. En esta segunda cámara se han encontrado algunos de los restos humanos más antiguos de Aragón, datando del paleolítico superior (desde el periodo Würm I-II), aunque hay indicios de su uso en épocas posteriores como el Neolítico o la Edad de Bronce.
Los restos más antiguos incluyen huesos de hombre de Neandertal, considerados restos de un enterramiento saqueado por animales carroñeros. Además, se encontraron herramientas musterienses de sílex y huesos de mamíferos. Se ha propuesto que se usaba como refugio temporal durante batidas de caza, al no ser apto para una habitación más permanente.